# Nave Island Chapel

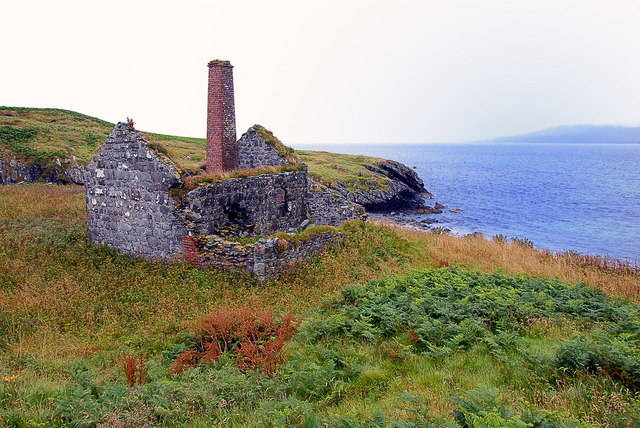
Die Ruinen der Nave Island Chapel

Nave Island Chapel ist eine Kirchenruine auf der heute unbewohnten schottischen Hebrideninsel Nave. Sie befindet sich nahe einem kurzen Strandabschnitt namens Port na h-Eaglaise an der Südküste der Insel. Dieser liegt gegenüber der Bucht Loch Gruinart auf der Nachbarinsel Islay und bildet einen günstigen Bootslandeplatz. 1971 wurde die Nave Island Chapel in die schottischen Denkmallisten in der Kategorie B aufgenommen. Diese Einstufung wurde jedoch zwischenzeitlich aufgehoben. Weiterhin ist die Anlage als Scheduled Monument geschützt.

## Geschichte
Möglicherweise bildete Nave bereits im 1. Jahrtausend ein Zentrum religiöser Aktivität. So existieren Hinweise, dass die Insel zu dieser Zeit Standort eines Klosters war. Obschon dies bisher nicht hinreichend belegt werden kann, erhärten dort gefundene Fragmente von Kreuzplatten, deren Entstehung auf das 5. Jahrhundert geschätzt wird, die Annahme. Auch die Lage Naves, wenige hundert Meter abseits einer größeren Insel, würde einem typischen Klosterstandort entsprechen. Als möglicher Gründer der Anlage wird ein Schüler des Heiligen Columban genannt.
Wann die Nave Island Chapel errichtet wurde, und ob sie der Nachfolgebau einer älteren Kirche ist, ist nicht überliefert. Der etwaige Bauzeitraum gilt als gesichert. Während die Royal Commission on the Ancient and Historical Monuments of Scotland den Bauzeitraum in die erste Hälfte des 13. Jahrhunderts legt, schätzt Historic Scotland mit einem Bau um das Jahr 1200. Der älteste schriftliche Beleg über die Existenz der Kirche stammt von Monro aus dem Jahre 1594. Die Insel gehörte zu dieser Zeit zusammen mit der gegenüberliegenden Landspitze Ardnave auf Islay zu den Besitzungen des Klosters auf Iona. Später muss der Standort aufgegeben worden sein, denn im Jahre 1785 lag die Kirche bereits in Ruinen. Zu diesem Zeitpunkt wurde das Gebäude wieder aufgebaut und mit einem heute noch erhaltenen Schornstein aus Backstein versehen, um es als Arbeitsstätte zur Veraschung von Algen zu verwenden (zum Hintergrund, siehe: Braunalgen#Verwendung). Danach verfiel der Bau wieder.

## Beschreibung
Das Mauerwerk der Kirche besteht aus verfugtem Basalt-Bruchstein, der aus der Gegend stammt. Die heute erhaltenen Strukturen stammen wahrscheinlich weitgehend aus dem Wiederaufbau 1785. Die Innenfläche von 6,75 × 4,1 m2 war von 90 cm mächtigen Mauern umgeben. Das Gebäude wurde von Osten betreten und durch eine Fensteröffnung in der Nordwand erhellt, die heute durch den Kamin blockiert ist. Ein weiteres Fenster befand sich am Ostende der Südseite. Zuletzt schloss das Gebäude mit einem Schieferdach ab. Dieses muss jedoch nicht dem ursprünglichen Dach entsprechen und kann aus der Zeit des Wiederaufbaus stammen.
Die Kirche stand auf einem umfriedeten Gelände von etwa 46 × 34 m2 Fläche. Die umgebende Mauer besaß eine Mächtigkeit von bis zu 2,6 m und ist heute noch am besten im Südosten nahe der Kirche erhalten. Inner- und außerhalb der Einfriedung wurden die Grundmauern verschiedener Gebäude entdeckt, deren Verwendung jedoch nicht eindeutig zugewiesen werden kann. Es könnte sich um landwirtschaftliche Gebäude gehandelt haben, denn die Böden der Insel wurden als fruchtbar beschrieben und die Nutzung von Feldern zur Ackerwirtschaft konnte in der Umgebung nachgewiesen werden.
Grabsteine oder Kreuzplatten wurden auf dem Gelände um die Kirche nicht gefunden, sodass die Verwendung als Friedhof nicht gesichert ist. Berichte, dass die Bewohner nach dem Wiederaufbau Grabsteine und Ehrenmäler zerstört hätten, entbehren einer Grundlage. Als einziges Überbleibsel wurde ein verwittertes Bruchstück eines Kreuzes entdeckt, das aus dem 5. Jahrhundert stammen könnten. Es misst 46 cm × 33 ×cm 38 cm und besteht aus grünem Schiefer, der in der Region vorhanden ist.